# Andrew Cogliano
Andrew Cogliano (ur. 14 czerwca 1987 w Toronto, Kanada) – hokeista kanadyjski, gracz ligi NHL, reprezentant Kanady. Od debiutu 4 października 2007 do 13 stycznia 2018 rozegrał 830 kolejnych meczów sezonu zasadniczego. Seria została przerwana karą odsunięcia od gry w dwóch spotkaniach. Daje mu to obecnie czwarte miejsce w tej klasyfikacji w historii ligi NHL.

## Kariera klubowa
- University of Michigan (2005 - 2.05.2007)
- Edmonton Oilers (2.05.2007 - 12.07.2011)
- Anaheim Ducks (12.07.2011 - 14.01.2019) 
  -  Klagenfurter AC (2012-2013) – lokaut w NHL
- Dallas Stars (14.01.2019 -

## Kariera reprezentacyjna
- Reprezentant Kanady na MŚJ U-20 w 2006
- Reprezentant Kanady na MŚJ U-20 w 2007

## Sukcesy
Reprezentacyjne
- Złoty medal z reprezentacją Kanady na MŚJ U-20 w 2006
- Złoty medal z reprezentacją Kanady na MŚJ U-20 w 2007